# Sutra del Loto: VIII capitolo
Dopo il racconto della parabola della "città fantasma" narrata dal Buddha Śākyamuni, lo śrāvaka Pūrṇa, figlio di Maitrāyaṇī (una delle prime discepole dello Śākyamuni) , esultò per il modo con cui i Buddha adattavano il loro insegnamento a questo mondo con una variegata molteplicità di mezzi abili (upāya).
Vista la particolare predisposizione mentale di Pūṛna, il Buddha Śākyamuni si complimentò con lui per la profonda capacità di comprensione, lodandolo e profetizzando che durante il kalpa  Badra (Propizio)  Pūrṇa diventerà il Buddha Dharmaprabhāsa (Luce della Legge).
Buddha Dharmaprabhāsa, profetizza lo Śākyamuni, predicherà durante il kalpa Ratnāvabhāsa (Luce dei gioielli) e il suo mondo si chiamerà Suviśuddha (Grande Purezza).
Dopo questa profezia lo Śākyamuni spiega che i bodhisattva possono manifestarsi come  śrāvaka allo scopo di insegnare le relative dottrine hīnayāna a coloro che sono 'pigri' o di 'basse predisposizioni' al fine di condurli progressivamente verso l'Illuminazione completa (l'anuttarā-samyak-saṃbodhi).
Lo Śākyamuni profetizza anche il raggiungimento della buddhità completa da parte di altri cinquecento śrāvaka.
Questi cinquecento 'santi' (arhat) ascoltando questa ultima profezia, felici omaggiano il Buddha Śākyamuni confessando di aver stupidamente creduto che la 'pace completa' fosse la mèta della pratica religiosa senza ambire alla profonda conoscenza dei 
Tathāgata (lett. "Colui che va così", epiteto con cui il Buddha Śākyamuni indica sé stesso nei suoi sermoni).
A tale scopo questi cinquecento 'santi'  narrano allo Śākyamuni la parabola del gioiello nascosto nel vestito. Ovvero di come un tale ubriacatosi in casa di un amico lì si addormenta. L'amico decide dunque di fargli dono di un prezioso gioiello e glielo cuce nel vestito, allontanadosi poi da lui. Risvegliatosi il tale abbandona la casa dell'amico giungendo in un altro paese dove tuttavia incontra grandi difficoltà economiche. Solo dopo grandi sforzi ottiene del denaro e si contenta di ciò che ha raggiunto. Incontratolo l'amico che gli ha fatto dono del prezioso gioiello lo rimprovera di non essersi accorto di tale regalo e di accontentarsi invece della sua precaria situazione, invitandolo infine a recarsi in città e barattando il gioiello con dei beni, di migliorare le sue condizioni.
Allo stesso modo, sostengono i cinquecento arhat, loro stessi non si sono accorti del prezioso insegnamento sulla 'onniscienza' (sarvajñatā) predicato precedentemente dallo Śākyamuni quando era ancora un bodhisattva, accontendandosi invece della loro insignificante preparazione. Fortunatamente, osservano i cinquecento arhat, il voto fatto allora di conseguire la perfetta illuminazione gli ha comunque consentito di ricevere ora i necessari completi insegnamenti.